# Bohrs Tårn
Bohrs Tårn i København er et 100 meter højhus med 30 etager, der stod færdig i 2017.
Tårnet ligger i Carlsberg Byens sydøstlige del, ud til S-togsstationen Carlsberg Station. De nederste otte etager er en integreret del af Professionshøjskolen UCC Campus Carlsberg, mens de øverste 22 etager af tårnet rummer 88 ejerlejligheder, fire pr. etage, på mellem 114 og 166 kvm (nettoareal) og 139-191 kvm (bruttoareal). Der er adgang til disse via et separat elevator- og trappetårn med indgang fra sydfacaden. Der forefindes tillige kontorer, caféer og butikker i stueplan i den øvrige del af bygningen. Tårnet ligger ved to torve. Tapperitorvet ud mod Carlsberg station og Humletorvet ud mod Flaskegade.
Tårnet er tegnet i et samarbejde mellem tegnestuerne Vilhelm Lauritzen Arkitekter, CCO, Nord Architects, Cobe og EFFEKT og  i 2011 og blev påbegyndt 13. august 2013. Der var rejsegilde 10. september 2015, og lejlighederne havde indflytning 1.-20. august 2017. Facaden består af letfacadeelementer med perforerede alutrapezplader. Der forefindes to kælderetager med bl.a. depotrum, cykelkælder med 176 pladser og 350 p-pladser.
På grunden lå tidligere en af Carlsbergs produktionshaller, med tilhørende godsbanestation, men man har kun bibeholdt den fredede vestfacade, De Hængende Haver, fra 1969, som vender ud mod J.C. Jacobsens Have.
Bohrs Tårn har navn efter den lokale gade, som er opkaldt efter den danske fysiker Niels Bohr, og er den første etageejendom i Københavns Kommune, som når 100 meter.[kilde mangler] Det er det første af i alt ni planlagte højhuse i Carlsberg Byen.

## Kritik
Det har siden dets opførelse været udskældt på grund af dets dårlige arkitektoniske kvalitet og dominerende karakter. Det er blandt andet blevet kaldt en "dødssyg brun kæmpeklods" af daværende teknik- og miljøborgmester Morten Kabell.
I maj 2020 blev bygningsskader opdaget i det nybyggede højhus og en hasteundersøgelse sat i gang. Ejerforeningen har måttet afspærre området omkring højhuset, da der var nedstyrtningsfare for forbipasserende. Beboerne i Bohrs Tårn overvejer via deres ejerforening nu at stævne bygherren Carlsbergbyen.
Bohrs Tårn blev i 2019 nomineret til Københavns grimmeste bygning.
| - Svenn Eske Kristensens 'hængende haver' fra 1969 - På vestsiden af Bohrs Tårn mod J.C. Jacobsens Have findes de fredede 'hængende haver' fra 1969 af Svenn Eske Kristensen |